# 新疆生产建设兵团第六师一〇一团
新疆生产建设兵团第六师一〇一团是中华人民共和国新疆生产建设兵团第六师下辖的一个团，与新疆维吾尔自治区五家渠市青湖镇实行“团镇合一”的管理体制。2012年4月，与五家渠青湖生态经济开发区实施“区团合一”，2020年12月22日，一〇一团设立青湖镇。

## 行政区划
新疆生产建设兵团第六师一〇一团下辖以下单位：
南泉社区、克拉玛依西街社区、冯家坝生活区、一连、二连、三连、四连、五连。